# Edwin G. Krebs
Dr Edwin Gerhard Krebs (rođen 6. lipnja 1918. Lansing, Iowa) je američki biokemičar. Krebs je zajedno sa svojim suradnikom, Edmond H. Fischerom, 1992.g. dobio Nobelovu nagradu za fiziologiju ili medicinu za njihova otkrića u vezi reverzibilne fosforilacije proteina kao biološkog regulatornog mehanizma. 
Reverzibilna fosforilacije proteina pomoću enzima je jedan od glavnih mehanizama kontrole u biološkim organizmima. Procesi fosforilacije i defosforilacije obično se regulirani na nekoliko razina, što omogućuje pojačavanje učinka i točnu kontrolu učinka.
Reverzibilna fosforilacija je način regulacije u mnogim različitim procesima u tijelu (npr. mobilizacija glukoze iz glikogena, sprječavajne odbacivanja presatka cikclosporinom i razvoj novotovorina kao što je kronična mijeloična leukemija).
Edmond Fischer i Edwin Krebs su prvi otkrili i opisali jedan takav enzime.  

## Vanjske poveznice
- Nobelova nagrada - autobiografija  Arhivirana inačica izvorne stranice od 17. ožujka 2013. (Wayback Machine) (engl.)